# Нацуми Хара
Нацуми Хара (јап. 原 奈津美; 18. август 1988) бивша је јапанска фудбалерка.

## Репрезентација
За репрезентацију Јапана дебитовала је 2005. године.

## Статистика
| Јапан  | Јапан | Јапан |
| Год.   | Ута.  | Гол.  |
| ------ | ----- | ----- |
| 2005   | 1     | 0     |
| Укупно | 1     | 0     |